# Canberra Stadium
Das Canberra Stadium (durch Sponsoringvertrag offiziell seit 2014 GIO Stadium Canberra genannt) ist ein Rugby- und Fußballstadion im Stadtteil Bruce der australischen Hauptstadt Canberra. Es wurde auch National Athletics Stadium genannt und befindet sich neben dem Australian Institute of Sport, Die Anlage war zunächst nach dem früheren Premierminister Stanley Bruce benannt und wird heute hauptsächlich für Rugby-Spiele genutzt.
Die Sportstätte ist komplett mit Sitzplätzen ausgestattet und bietet auf den Rängen 25.011 Plätze für die Besucher. Die größte Zuschauerzahl betrug 28.753; diese wurde beim Finale der Rugby-Union-Liga Super 12 im Jahr 2004 erreicht. Die Haupttribüne des Canberra Stadium ist nach dem legendären Rugby-League-Spieler Mal Meninga benannt, am Eingang zur Haupttribüne steht eine Statue des Spielers Laurie Daley.

## Geschichte
Gebaut wurde das Stadion 1977 mit einer anfänglichen Kapazität von 8000 Plätzen für die Austragung der Pacific Conference Games. Während der ersten Jahre fanden hier regelmäßig Leichtathletik-Wettkämpfe statt. Am 6. Oktober 1985, während des Leichtathletik-Weltcup, stellte Marita Koch aus der DDR einen neuen Weltrekord im 400-Meter-Lauf (47,60 s) auf. Er ist einer der ältesten, immer noch bestehenden, Weltrekorde der Leichtathletik. Zuvor wurde die Anlage im Hinblick auf die Veranstaltung auf 11.500 Plätze erweitert.
Das Canberra Stadium war das Heimstadion mehrerer lokaler Sportvereine wie die Canberra Arrows/Cosmos (Fußball) und die Canberra Bushrangers (Baseball). Nach der Entfernung der Leichtathletikanlage im Jahr 1990 zog die Rugby-League-Mannschaft der Canberra Raiders ein. 1996 folgte die Rugby-Union-Mannschaft ACT Brumbies.
1997 wurde im Hinblick auf die Ausrichtung einiger Spiele der Fußballturniere der Frauen und der Männer bei den Olympischen Sommerspielen 2000 in Sydney eine grundlegende Renovierung und Erweiterung des Stadions durchgeführt. Die Gesamtkosten für die Umbaumaßnahmen betrugen 82 Mio. australische Dollar (AUD), fast siebenmal so viel wie ursprünglich von der Regierung des ACT veranschlagt. Die darauf folgende Kontroverse führte zwei Wochen nach Ende der Olympischen Sommerspiele zum Rücktritt von Kate Carnell, dem damaligen Chief Minister.
Die Sportstätte war in den Jahren 1981 und 1993 Spielort der jeweils in Australien ausgetragenen Junioren-Fußball-Weltmeisterschaft. Auch während der Rugby-Union-Weltmeisterschaft 2003 fanden hier einige Vorrundenspiele statt. 2015 ist das GIO Stadium Schauplatz der Fußball-Asienmeisterschaft.
Ende Oktober 2013 wurde bekannt, dass die Sponsoringrechte am Stadion an das Versicherungsunternehmen GIO Insurance Australia verkauft wurden. Es ist der erste Sponsorenvertrag für den Stadionnamen. Der Wert des über vier Jahre laufenden Vertrages liegt bei etwa 255.000 Euro (350.000 AUD). Seit dem 1. Januar 2014 trägt die Sportstätte offiziell den Namen GIO Stadium Canberra.